# 정려지
정려지(靜慮支, 산스크리트어: dhyānāṅga, 영어: jhāna factor), 선정 요소 또는 정려의 구성요소는 여러 선정 중 색계의 4선 또는 5선에 들어갈 수 있게 하는 조건 또는 4선 또는 5선이 지니고 있는 특성을 말하는 것으로, 심(尋, 일으킨 생각) · 사(伺, 지속적 관찰) · 희(喜, 기쁨, 희열) · 낙(樂, 행복) · 심일경성(心一境性, 일심집중)의 다섯 가지 마음작용을 뜻한다.
'정려지'(靜慮支)라는 낱말에서
'정려'(靜慮) 즉 '선'(禪, 산스크리트어: dhyāna)은 적정(寂靜, 고요함)과 사려(思慮, 지혜)가 함께있는 것으로 곧 지(止, 사마타)와 관(觀, 위빠사나)이 균등한 경지, 즉, 지관이 균형된 경지를 가리킨다. '지'(支, 산스크리트어: aga)의 일반적인 뜻은 지분(支分) · 부분(部分)인데, 수순(隨順, 따르다), 부중담(負重擔, 무거운 짐을 지다), 성대사(成大事, 큰 일을 성취하다), 견승(堅勝, 견고하고 뛰어나다), 분별(分別, 가려서 알다)을 뜻한다. 즉, 4정려 즉 4선과 상응하기 때문에 수순(隨順)이고, 4선과 상응하는 상태로 능히 이끌기 때문에 즉 4선을 능히 이끌어 내기 때문에 부중담(負重擔)이며, 4선을 능히 성취하게 하기 때문에 성대사(成大事)이며, 4선을 도와 견고하고 뛰어나게 하기 때문에 견승(堅勝)이며, 4선과 그 세부들 각각의 차이를 능히 가려서 알기 때문에 분별(分別)이다.
설일체유부의 수행론에 따르면, 색계의 4선과 무색계의 4무색정의 각각은 근분정(近分定)과 근본정(根本定)으로 나뉘는데, 근분정에는 정려지가 없으며 근본정에만 정려지가 있다.  또한 4무색정의 근본정에도 정려지가 없다. 즉, 4선과 4무색정, 즉, 8등지(八等至) 중에서는 오직 4선의 근본정, 즉, 4근본정(四根本定)에만 정려지가 있다. 한편, 근본정 즉 근본등지의 각각은 다시 미등지(味等至) · 정등지(淨等至) · 무루등지(無漏等至)의 3등지(三等至)로 나뉘는데, 이 중에서 정등지와 무루등지에만 정려지가 있다. 결론적으로, 4선과 4무색정의 8등지 중 4선의 정등지와 무루등지에만 정려지가 있다.
색계의 4선 즉 4근본정은 순차적으로 개발된다. 즉, 순차적으로 획득 · 성취된다. 초선에 든 후에 제2선에 들 수 있으며, 제2선에 든 후 제3선에, 제3선에 든 후 제4선에 들 수 있다. 즉, 호흡 관찰 수행(지식념 · 수식관) · 까시나 명상 · 4념처 · 4무량심 수행 · 간화선 · 염불선 등의 수행을 통해 심(尋, 일으킨 생각) · 사(伺, 지속적 관찰) · 희(喜, 기쁨, 희열) · 낙(樂, 행복) · 심일경성(心一境性, 일심집중)의 다섯 가지 선정 요소를 개발함으로써 5개(五蓋)를 일시적으로 또는 언제나 조복(단멸이 아님)한 상태일 때 일시적으로 또는 언제나 초선에 들 수 있다. 초선에 든 후에는 그 수행을 더욱 깊이 행하여 선정 요소 중 심일경성(집중)을 제외한 심(尋, 일으킨 생각)과 사(伺, 지속적 고찰)' · 희(喜, 희열) · 낙(樂, 행복)의 4가지를 이 순서대로 차례대로 제거함으로써, 즉, 가장 거친 것부터 차례대로 제거함으로써 제2선부터 제4선까지의 선정이 순차적으로 획득된다.

## 다섯 가지 정려지

### 심일경성(心一境性)
선정의 본질은 심일경성(心一境性, 팔리어: ekaggatā 에-깍가따-, 영어: one-pointedness) 즉 집중이다. 일반적인 표현으로는 일심집중(一心集中, 일심으로 집중함)을 말한다. 보다 정확히는, 마음[心]이 대상[境]과 하나[一]가 되는 상태[性], 즉 대상에 마음이 완전히 몰입하는 것을 말한다. 흔히들 이야기하는, 물아일체(物我一體)를 말한다. 명상수행에서 5개 중 탐욕개 즉 감각적 욕망 즉 마음이 5감에 이끌리는 것 즉 마음이 외계 사물에 이끌리는 것을 억제한다.
하지만 이 본질만으로는 실제의 선정이 성취되지 않으며 다른 구성요소들이 필요하다. 그렇지만, 다른 구성요소들이 선정이 깊어짐에 따라 사라지지만 심일경성은 오히려 그 구성요소들이 사라질수록 그만큼 더 발휘되어 문자 그대로 심일경(心一境) 즉 물아일체(物我一體) 즉 대상과 하나가 된 상태를 이룬다.
선정은 기본적으로 지혜(반야, 무치)가 함께하며, 심일경성(心一境性, 집중)이 주가 되고 심(尋, 일으킨 생각) · 사(伺, 지속적 고찰) · 희(喜, 희열) · 낙(樂, 행복)의 4요소가 보조함으로써 즉 함께함으로써 이루어진다.

### 심(尋)
심(尋, 심, 팔리어: vitakka 위딱까, 영어: initial application) 즉 일으킨 생각은 거친 생각, 대강의 생각을 뜻하는데, 특히 욕계의 사물과 만나 최초로 일어나는 생각을 말한다. 하지만 선정 수행의 맥락에서는 심 즉 일으킨 생각은 명상 대상에 마음과 마음작용을 의식적으로 기울이는 것(directing the mind and its concomitants towards the object)을 말한다. 명상수행에서 5개 중 혼면개(惛眠蓋) 즉 마음이 흐리고 몸이 무거워지는 것, 즉, 느려지고 무기력해지는 것을 억제한다.
즉, 심(尋)이란 예를 들어 호흡 관찰 수행인 지식념 · 수식관에서 호흡에 집중하는 것 즉 주의를 기울이는 것을 말한다. 까시나 고요명상 수행에서는 까시나(kasiṇa: 명상 수행에서 집중의 대상으로 사용하기 위해 만든 색칠한 원반 등)에 집중하는 것 즉 주의를 기울이는 것을 말한다. 간화선에서는 화두를 드는 것을 말한다.

### 사(伺)
사(伺, 사, 팔리어: vicāra 위짜-라, 영어: sustained application) 즉 지속적 고찰은 자세한 생각, 정밀한 생각을 뜻하는데, 특히 욕계의 사물과 만나 최초로 일어나는 생각 후에 더 그 사물을 자세히 보아서 일어나는 생각을 말한다. 선정 수행의 맥락에서는 사 즉 지속적 고찰은 마음을 대상에 지속적으로 초점화하는 것(continually focusing the mind on the object)을 말한다. 명상수행에서 5개 중 의개(疑蓋) 즉 의심함 즉 '마음이 결정을 내려 머무는 것을 못하게 하는 것' 즉 '결단하지 못함'을 억제한다.
즉, 사(伺)란 예를 들어 호흡 관찰 수행인 지식념 · 수식관에서 지속적으로 호흡에 집중하는 것 즉 주의를 기울이는 것, 즉 수동적 주의집중 상태를 긴 시간 동안 유지하는 것을  말한다. 까시나 고요명상 수행에서는 까시나에 지속적으로 집중하는 것 즉 주의를 기울이는 것을 말한다, 즉, 긴 시간 동안 집중을 유지하는 것을 말한다. 간화선에서는 화두를 끊임없이 드는 것 즉 화두를 끊임없이 의심하는 것을 말한다.
선정 수행에서 ① 우선, 산지(散地)에서 유심유사(有尋有伺)로,  ② 유심유사에서 무심유사(無尋唯伺 = 無尋有伺)로, 그리고 ③ 무심유사에서 무심무사(無尋無伺)로 발전하는 것이 매우 중요한데, 이러한 발전을 선정력이 향상된 것이라고 한다. 이렇게 되는 길로는 정진 즉 '결단과 인내로 자주 반복하여 수행하는 것'외의 다른 길은 없다.

### 희(喜)
희(喜, 희, 팔리어: pīti 삐-띠, 영어: zest) 즉 희열은 몸 전체로 느껴지는 기쁨 또는 대상에 대해 기뻐하는 것(pervading zest)을 말하며, 명상수행에서 5개 중 진에개(화가 남)를 억제한다.

### 낙(樂)
낙(樂, 낙, sukha, happiness) 즉 행복은 희수(喜受, somanassa, joy) 즉 즉 정신적 기쁨(pleasant mental feeling)을 말하며, 명상수행에서 5개 중 도회개(들뜸과 근심과 후회)를 억제한다. 희(희열)와 낙(행복)은 유사한데, 먼저, 둘 다 선정에서 일어나는 것이므로 5수 중 정신적 기쁨인 희수에 속한다. 즉, 둘은 정신적 기쁨인 것에서 동일하고 따라서 정신적 기쁨의 정도, 수준 또는 방식에서 차이가 있다. 희열은 시작 단계의 기쁨, 행복은 본격적인 단계의 기쁨이다. 예를 들어, 지친 여행자가 오아시스를 만났을 때 느끼는 기쁨이 희열이고 물 마시고 목욕하면서 느끼는 기쁨이 행복이다. 명상수행에서는 희열은 몸에 대한 느낌이 정신적으로 기쁜 것 즉 선정에 의해 몸이 가뿐하고 즐거운 느낌이 드는 것이고, 행복은 마음이 기쁜 것 즉 선정에 의해 마음이 선정의 기쁨을 느끼는 것이다.

## 4선의 정려지
4선이 가지는 정려지로는 심(尋, 일으킨 생각) · 사(伺, 지속적 관찰) · 희(喜, 기쁨, 희열) · 낙(樂, 행복) · 심일경성(心一境性, 일심집중)의 다섯 가지가 중심이 된다는 것에는 모든 불교 종파 또는 부파에서 의견이 일치한다. 하지만, 이들 외에 다른 요소가 부가되기도 하는데 다음 표와 같다.
| 선 · 정려       | 지(地)                                                                               | 정려지 · 선정 요소 | 정려지 · 선정 요소 | 정려지 · 선정 요소 |
| 선 · 정려       | 지(地)                                                                               | 설일체유부 | 경량부 | 상좌부 |
| 초선 · 초정려   | 이생희락지(離生喜樂地): 욕계를 떠남으로서 생기는 희열과 행복을 느끼는 경지           | 1. 심(尋, 일으킨 생각) 2. 사(伺, 지속적 고찰) 3. 희(喜, 희열 = 5수 중 희수) 4. 낙(樂 , 행복 = 경안 = 경안의 낙) 5. 등지(等持, 집중 = 심일경성) | 1. 심(尋, 일으킨 생각) 2. 사(伺, 지속적 고찰) 3. 희(喜, 희열 = 5수 중 희수) 4. 낙(樂 , 행복 = 5수 중 낙수) 5. 등지(等持, 집중 = 심일경성) | 1. 심(尋, 일으킨 생각) 2. 사(伺, 지속적 고찰) 3. 희(喜, 희열 = 5수 중 희수) 4. 낙(樂 , 행복 = 5수 중 낙수) 5. 심일경성(心一境性, 집중 = 등지) |
| 제2선 · 제2정려 | 정생희락지(定生喜樂地): 선정으로부터 생기는 희열과 행복을 느끼는 경지                | 1. 내등정(內等淨 = 신) 2. 희(喜, 희열 = 5수 중 희수) 3. 낙(樂 , 행복 = 경안 = 경안의 낙) 4. 등지(等持, 집중 = 심일경성)                        | 1. 희(喜, 희열 = 5수 중 희수) 2. 낙(樂 , 행복 = 5수 중 낙수) 3. 등지(等持, 집중 = 심일경성)                                               | 1. 희(喜, 희열 = 희수) 2. 낙(樂 , 행복 = 5수 중 낙수) 3. 심일경성(心一境性, 집중 = 등지)                                                      |
| 제3선 · 제3정려 | 이희묘락지(離喜妙樂地): 희열을 떠나 마음이 안정되어 뛰어난 행복만을 느끼는 경지      | 1. 행사(行捨) 2. 정념(正念) 3. 정혜(正慧) 4. 수락(受樂, 행복 = 5수 중 낙수) 5. 등지(等持, 집중 = 심일경성)                                     | 1. 낙(樂 , 행복 = 5수 중 낙수) 2. 등지(等持, 집중 = 심일경성)                                                                             | 1. 낙(樂 , 행복 = 5수 중 낙수) 2. 심일경성(心一境性, 집중 = 등지)                                                                             |
| 제4선 · 제4정려 | 사념청정지(捨念淸淨地): 행복마저도 떠나 평온[捨]하여 마음[念]이 청정하고 평등한 경지 | 1. 행사청정(行捨淸淨) 2. 염청정(念淸淨) 3. 비고락수(非苦樂受 = 5수 중 사수) 4. 등지(等持, 집중 = 심일경성)                                     | 1. 등지(等持, 집중 = 심일경성) | 1. 사(捨 , 평온 = 5수 중 사수) 2. 심일경성(心一境性, 집중 = 등지)                                                                             |

## 정려지와 4선의 진행
1. 심(일으킨 생각) · 사(지속적 고찰) · 희(희열) · 낙(행복) · 심일경성(집중)이 함께하는 초선의 경지
		  - 유심유사지(有尋有伺地)이다.
  - 이생희락지(離生喜樂地) 즉 욕계를 떠남[離]으로서 생기[生]는 희열[喜]과 행복[樂]을 느끼는 경지 또는 마음 상태이다.
  - 즉, 호흡 관찰 수행(지식념 · 수식관) · 까시나 명상 · 4념처 · 4무량심 수행 · 간화선 · 염불선 등의 수행을 통해 초선에 도달한 상태이다.
  - 즉, 호흡 관찰 수행(지식념 · 수식관) · 까시나 명상 · 4념처 · 4무량심 수행 · 간화선 · 염불선 등의 수행을 통해 욕계의 혼면(惛眠) · 의(疑) · 진에(瞋恚) · 도회(掉悔) · 탐욕(貪欲)의 5개(五蓋)를 일시적으로 또는 영원히 극복한 상태이다.[40][41]
  - 즉, 5가지 선정 구성요소 심(일으킨 생각) · 사(지속적 고찰) · 희(희열) · 낙(행복) · 심일경성(집중)이 일시적으로 또는 영원히 균형되게 개발된 상태이다.[40]
2. 사(지속적 고찰) · 희(희열) · 낙(행복) · 심일경성(집중)이 함께하는 중간정(中間定: 초선과 제2선 사이에 있는 선정)의 경지
		  - 심(尋, vitakka, initial application) 즉 일으킨 생각이 사라진 상태이다.
  - 즉, 무심유사지(無尋有伺地)이다.
  - 하지만, 여전히 이생희락지(離生喜樂地) 즉 욕계를 떠남[離]으로서 생기[生]는 희열[喜]과 행복[樂]을 느끼는 경지 또는 마음 상태이다.
  - 즉, 호흡 관찰 수행(지식념 · 수식관) · 까시나 명상 · 4념처 · 4무량심 수행 · 간화선 · 염불선 등의 수행을 통해 중간정에 도달한 상태이다.
3. 희(희열) · 낙(행복) · 심일경성(집중)이 함께하는 제2선의 경지
		  - 사(伺, vicāra, sustained application) 즉 지속적 고찰이 사라진 상태이다.
  - 즉, 무심무사지(無尋無伺地)이다.
  - 정생희락지(定生喜樂地) 즉 선정[定]으로부터 생기[生]는 희열[喜]과 행복[樂]을 느끼는 경지 또는 마음 상태이다.
  - 즉, 호흡 관찰 수행(지식념 · 수식관) · 까시나 명상 · 4념처 · 4무량심 수행 · 간화선 · 염불선 등의 수행을 통해 제2선에 도달한 상태이다.
4. 낙(행복) · 심일경성(집중)이 함께하는 제3선의 경지
		  - 무심무사지(無尋無伺地)에서 희(喜, pīti, zest) 즉 희열이 사라진 상태이다.
  - 이희묘락지(離喜妙樂地) 즉 제3선의 희열[喜]을 떠난[離] 경지로 마음이 안정되어 뛰어난 행복[妙樂]만을 느끼는 경지 또는 마음 상태이다.
  - 즉, 호흡 관찰 수행(지식념 · 수식관) · 까시나 명상 · 4념처 · 4무량심 수행 · 간화선 · 염불선 등의 수행을 통해 제3선에 도달한 상태이다.
5. 사(捨, 평온) · 심일경성(집중)이 함께하는 제4선의 경지
		  - 무심무사지(無尋無伺地)에서 행복[妙樂]이 사라지고 평온[捨]과 함께하는 상태이다.(참고로 모든 마음은 반드시 느낌과 함깨한다. 즉, 3수 또는 5수 중의 하나와 함께한다.)
  - 선정 요소 중 오로지 심일경성(心一境性, ekaggatā, one-pointedness) 즉 집중만이 남은 상태이다. 즉, 마음이 대상과 하나가 된 상태이다. 마음이 대상에 완전히 몰입한 상태이다.
  - 사념청정지(捨念淸淨地) 즉 제3선의 행복을 떠난 경지로, 마음[念]이 평온[捨]하여 청정(淸淨)하고 평등한 경지, 즉 마음[念]이 사(捨, 평온)에 안주하는 경지 또는 마음 상태이다.
  - 즉, 호흡 관찰 수행(지식념 · 수식관) · 까시나 명상 · 4념처 · 4무량심 수행 · 간화선 · 염불선 등의 수행을 통해 제4선에 도달한 상태이다.

## 정려와 심일경성의 관계
설일체유부에서는 심(尋, 일으킨 생각) · 사(伺, 지속적 관찰) · 희(喜, 기쁨, 희열) · 낙(樂, 행복) · 심일경성(心一境性, 일심집중)의 5가지 정려지 중 심일경성(心一境性) 즉 정(定) 즉 등지(等持) 즉 삼마지(三摩地)는 정려이면서 정려지이고 나머지 정려지는 정려지일 뿐 정려가 아니라고 본다.  즉, 심일경성은 정려의 본질[體]이자 부분[支]이며 나머지 심(尋, 일으킨 생각) · 사(伺, 지속적 관찰) · 희(喜, 기쁨, 희열) · 낙(樂, 행복)은 정려의 부분이라고 본다.
이에 비해 경량부에서는 상(象) · 마(馬) · 거(車) · 보(步)의 4군이 모여 4지군(四支軍)이라는 개념이 설정되는 것처럼 다섯 가지 부분이 모여 정려라는 전체가 이루어지므로, 정려는 5정려지의 가화합 즉 총체로서 가법(假法)이라고 본다.

## 정려지 중 낙(樂)에 대한 해석
정려지 중 낙(樂, 행복)에 대해 이견이 있다.
설일체유부에서는 초선 즉 이생희락지(離生喜樂地)와 제2선 즉 정생희락지(定生喜樂地)의 낙(樂 , 행복)이 경안(輕安)이라고 본다. 즉, 경안이 가져다주는 행복감, 경안의 낙, 경안락(輕安樂)이라고 본다. 이에 비해 제3선 즉 이희묘락지(離喜妙樂地)의 낙(樂 , 행복)은 5수 중 낙수의 행복감, 즉, 수락(受樂)이라고 본다.
이에 비해 경량부와 상좌부에서는 4선 즉 4정려의 모든 낙(樂 , 행복)이 5수 중 낙수의 행복감, 즉, 수락(受樂)이라고 본다.

## 정려지와 3등지
설일체유부의 수행론에 따르면,
근본정 즉 근본등지의 각각은 다시 미등지(味等至) · 정등지(淨等至) · 무루등지(無漏等至)의 3등지(三等至)로 나뉘는데, 이 중에서 정등지와 무루등지에만 정려지가 있다. 즉, 8등지(4선과 4무색정) 중 4선의 정등지와 무루등지에만 정려지가 있다. 엄밀히 말해, 미등지(味等至)에 정려지가 전혀 없는 것은 아니고 완전히 갖추어져지 않은 것으로, 이러한 상황을 전체적으로 말하여 정려지가 없는 것이라고 표현한다.
설일체유부의 정통 견해에 따른 3등지(三等至)의 정려지는 다음 표와 같다.
| 선 · 정려       | 지(地)                                                                               | 설일체유부의 수행론에 따른 | 설일체유부의 수행론에 따른                                                   |
| 선 · 정려       | 지(地)                                                                               | 정등지(淨等至) · 무루등지(無漏等至) | 미등지(味等至) = 염오정려                                                    |
| 초선 · 초정려   | 이생희락지(離生喜樂地): 욕계를 떠남으로서 생기는 희열과 행복을 느끼는 경지           | 1. 심(尋, 일으킨 생각) 2. 사(伺, 지속적 고찰) 3. 희(喜, 희열 = 5수 중 희수) 4. 낙(樂 , 행복 = 경안 = 경안의 낙) 5. 등지(等持, 집중 = 심일경성) | 1. 심(尋, 일으킨 생각) 2. 사(伺, 지속적 고찰) 3. 등지(等持, 집중 = 심일경성) |
| 제2선 · 제2정려 | 정생희락지(定生喜樂地): 선정으로부터 생기는 희열과 행복을 느끼는 경지                | 1. 내등정(內等淨 = 신) 2. 희(喜, 희열 = 5수 중 희수) 3. 낙(樂 , 행복 = 경안 = 경안의 낙) 4. 등지(等持, 집중 = 심일경성)                        | 1. 희(喜, 희열 = 5수 중 희수) 2. 등지(等持, 집중 = 심일경성)                 |
| 제3선 · 제3정려 | 이희묘락지(離喜妙樂地): 희열을 떠나 마음이 안정되어 뛰어난 행복만을 느끼는 경지      | 1. 행사(行捨) 2. 정념(正念) 3. 정혜(正慧) 4. 수락(受樂, 행복 = 5수 중 낙수) 5. 등지(等持, 집중 = 심일경성)                                     | 1. 수락(受樂, 행복 = 5수 중 낙수) 2. 등지(等持, 집중 = 심일경성)             |
| 제4선 · 제4정려 | 사념청정지(捨念淸淨地): 행복마저도 떠나 평온[捨]하여 마음[念]이 청정하고 평등한 경지 | 1. 행사청정(行捨淸淨) 2. 염청정(念淸淨) 3. 비고락수(非苦樂受 = 5수 중 사수) 4. 등지(等持, 집중 = 심일경성)                                     | 1. 비고락수(非苦樂受 = 5수 중 사수) 2. 등지(等持, 집중 = 심일경성)           |

위의 설일체유부의 정통 견해와는 다른 견해가 있는데, 이것은 오직 경안(輕安)과 행사(行捨 = 捨)만 미등지 즉 염오정려에 존재하지 않는다는 견해이다. 즉, 이 두 정려지는 대선지법에 속한 것, 즉, 선(善)에 속한 것이므로 염오에 속한 것인 염오정려 즉 미등지에 존재할 수 없고, 나머지 정려지는 모두 염오법과 통하기 때문에 염오정려에 존재할 수 있다는 것이다.  이 견해에 따른 3등지(三等至)의 정려지는 다음 표와 같다.
| 선 · 정려       | 지(地)                                                                               | 설일체유부의 정통 견해와는 다른 견해에 따른 | 설일체유부의 정통 견해와는 다른 견해에 따른                                                                |
| 선 · 정려       | 지(地)                                                                               | 정등지(淨等至) · 무루등지(無漏等至) | 미등지(味等至) = 염오정려                                                                                  |
| 초선 · 초정려   | 이생희락지(離生喜樂地): 욕계를 떠남으로서 생기는 희열과 행복을 느끼는 경지           | 1. 심(尋, 일으킨 생각) 2. 사(伺, 지속적 고찰) 3. 희(喜, 희열 = 5수 중 희수) 4. 낙(樂 , 행복 = 경안 = 경안의 낙) 5. 등지(等持, 집중 = 심일경성) | 1. 심(尋, 일으킨 생각) 2. 사(伺, 지속적 고찰) 3. 희(喜, 희열 = 5수 중 희수) 4. 등지(等持, 집중 = 심일경성) |
| 제2선 · 제2정려 | 정생희락지(定生喜樂地): 선정으로부터 생기는 희열과 행복을 느끼는 경지                | 1. 내등정(內等淨 = 신) 2. 희(喜, 희열 = 5수 중 희수) 3. 낙(樂 , 행복 = 경안 = 경안의 낙) 4. 등지(等持, 집중 = 심일경성)                        | 1. 내등정(內等淨 = 신) 2. 희(喜, 희열 = 5수 중 희수) 3. 등지(等持, 집중 = 심일경성)                        |
| 제3선 · 제3정려 | 이희묘락지(離喜妙樂地): 희열을 떠나 마음이 안정되어 뛰어난 행복만을 느끼는 경지      | 1. 행사(行捨) 2. 정념(正念) 3. 정혜(正慧) 4. 수락(受樂, 행복 = 5수 중 낙수) 5. 등지(等持, 집중 = 심일경성)                                     | 1. 정념(正念) 2. 정혜(正慧) 3. 수락(受樂, 행복 = 5수 중 낙수) 4. 등지(等持, 집중 = 심일경성)               |
| 제4선 · 제4정려 | 사념청정지(捨念淸淨地): 행복마저도 떠나 평온[捨]하여 마음[念]이 청정하고 평등한 경지 | 1. 행사청정(行捨淸淨) 2. 염청정(念淸淨) 3. 비고락수(非苦樂受 = 5수 중 사수) 4. 등지(等持, 집중 = 심일경성)                                     | 1. 염청정(念淸淨) 2. 비고락수(非苦樂受 = 5수 중 사수) 3. 등지(等持, 집중 = 심일경성)                       |

## 같이 보기
- 4선
- 5선
- 색계 마음
- 색계 유익한 마음
- 색계 과보의 마음
- 4무색정
- 3계9지